# 宜進實業
宜進實業股份有限公司(英語：Yi Jinn Industrial Co., Ltd.)，簡稱宜進，是一家總部位於台灣台北市內湖區的紡織業製造商
，以製造各種人造纖維及其製品之假撚織造加工、原料材料成品、特殊紗種開發、車用產品之製造業公司。

## 歷史沿革
宜進實業股份有限公司成立於1981年3月，主要生產聚酯加工絲、粗丹尼

，1992年至彰化擴廠，1993年自創「海鷗牌」及「Green Guard」(G.G.)，1998年至大陸投資，成立杭州宜進公司，於2010年停止營運。同年11月至台南擴廠。2017年起陸續投資商用不動產，2019年決定出售台南廠，停止加工絲部門的生產作業，目前專精於特殊紗種及車用產品之開發、應用。

## 外部連結
- 宜進實業股份有限公司官方網站（页面存档备份，存于）（繁體中文）
- 宜進實業台南廠紡織公司的Facebook專頁
- YouTube上的台灣大未來 宜進實業（繁體中文）
- 宜進集團發表奈米銅抗菌纖維（繁體中文）
- 宜進與美商Cocona 合推火山紗產品 （页面存档备份，存于）（繁體中文）